# Saison 2 d'Inspecteur Barnaby
Chronologie
Saison 1 Saison 3
Cet article présente la deuxième saison de la série télévisée Inspecteur Barnaby.

## Distribution

### Acteurs principaux
- John Nettles (VF : Hervé Jolly) : l'inspecteur Tom Barnaby
- Daniel Casey (VF : Antoine Nouel) : le sergent Gavin Troy

### Acteurs récurrents
- Jane Wymark (VF : Monique Nevers) : Joyce Barnaby (épisodes 1, 2, 3 et 4)
- Laura Howard (VF : Géraldine Giraud) : Cully Barnaby (épisodes 1, 2, 3 et 4)
- Barry Jackson (en) (VF : Claude d'Yd) : Dr George Bullard (épisodes 1 et 4)
- Neil Conrich : Angel (épisodes 1 et 2)

## Liste des épisodes
1. L'Ombre de la mort
2. Le Bois de l'étrangleur
3. Le Terrain de la mort
4. Et le sang coulera

### Épisode 1:L'Ombre de la mort
- Grande-Bretagne : 20 janvier 1999
- États-Unis : 8 janvier 2000
- France : 25 février 2001

- Richard Briers (Rev Stephen Wentworth)
- Anna Cropper (Claire Williams)
- Nick Dunning (Ian Eastman)
- Jessica Turner (Barbara Eastman)
- Dominic Jephcott (Richard Bayly)
- Judy Parfitt (Angela Wentworth)
- Vivian Pickles (Agnes Sampson)
- Mossie Smith (Dr Barbara Henson)
- Christopher Villiers (David Whitley)
- Julian Wadham (Simon Fletcher)
- Gordon Gostelow (Reginald Williams)
- Terence Corrigan (Charles Jennings)
- Nick Robinson (Felix Bryce)
- Eileen Davies (Olive Beauvoisin)
- Timothy Bateson (James Jocelyne)
- Marlene Sidaway (Mme Bundy)

Lieux de tournage
- Bledlow (Buckinghamshire)
- Hyde Heath (Buckinghamshire)
- The Lee (Buckinghamshire)
- Peppard (Oxfordshire)
- Wallingford (Oxfordshire)

### Épisode 2:Le Bois de l'étrangleur
- Grande-Bretagne : 3 février 1999
- États-Unis : 14 août 1999
- France : 3 février 2001

- Kathleen Byron (Dorothea Pike)
- Peter Eyre (Leonard Pike)
- Frank Windsor (George Meakham)
- Anne Stallybrass (Emily Meakham)
- Nick Farrell (John Merrill)
- Phyllis Logan (Kate Merrill)
- Jeremy Clyde (en) (Bill Mitchell)
- Trudie Styler (Liz Frances)
- Tom Eilenberg (David Merrill)
- Debbie Chazen (Anne Santarosa)
- Betti Romani (Carla Constanza)
- Toby Jones (Dan Peterson (pathologist))
- Cyril Shaps (Sebastian Renwick)
- Katy Brittain (Gloria Bradley)
- Frankie Carson (Nick)
- Anthony Howes (Milkman)
- Elizabeth Tyrrell (Ticket seller)
- Tara Hugo (Ad woman)
- George Lane Cooper (Brazilian bandit)
- Rebecca Charles (Pathology laboratory assistant)

- L'actrice Debbie Chazen, qui interprète ici le personnage d'Anna Santarosa, réapparaîtra dans l'épisode 4 de la saison 11, Macabres découvertes, dans lequel elle incarnera le personnage de Gemma Platt.

Lieux de tournage
- Dorney Court (Berkshire)
- Halton (Buckinghamshire)
- Hambleden Mill (Buckinghamshire)
- Stoke Poges (Buckinghamshire)
- Wallingford (Oxfordshire)

### Épisode 3:Le Terrain de la mort
- Grande-Bretagne : 12 septembre 1999
- États-Unis : 12 août 2000
- France : 20 mai 2001

- Robert Hardy (Robert Cavendish)
- Anthony Calf (Stephen Cavendish)
- Annabelle Apsion (Jane Cavendish)
- Felicity Dean (Tara Cavendish)
- Penelope Beaumont (Mme Wilson)
- Duncan Preston (Colin Cooper)
- Imelda Staunton (Christina Cooper)
- Terence Rigby (Ian Fraser)
- Delia Lindsay (Zelda Fraser)
- Zoë Hart (Patricia Smith)
- Terence Corrigan (Charles Jennings)
- Toby Jones (Dan Peterson (pathologiste))
- Hilda Braid (Doreen Beavis)
- Susan Field (Emily Beavis)
- Eileen Davies (Olive Beauvoisin)
- Joss Gower (Matthew Draper)
- Ella Jones (jeune Trish)
- Amanda Walker (Edwina)

Lieux de tournage
- Amersham (Buckinghamshire)
- Bledlow (Buckinghamshire)
- Greys Green (Oxfordshire)
- Littlewick Green (Berkshire)
- Wallingford (Oxfordshire)
- Watlington (Oxfordshire)

### Épisode 4:Et le sang coulera
- Grande-Bretagne : 19 septembre 1999
- États-Unis : 2 octobre 1999
- France : 1er avril 2001

- Rowena Cooper (Tilly Dinsdale)
- John Duttine (Will Saxby)
- Elizabeth Garvie (Muriel Saxby)
- Tricia George (Jenny Bridges)
- Paul Jesson (Hector Bridges)
- Phyllida Law (Felicity Dinsdale)
- Kevin McNally (Orville Trudway)
- Honeysuckle Weeks (Fleur Bridges)
- Ian Thompson (Peter Fairfax)
- Daniel Betts (Steffan Miller)
- Jerome Willis (John Smith)
- Nick Moran (Michael Smith)
- Elizabeth Thomas (Rachel Smith)
- David Allister (Major Henry Tomkinson)
- Francis Lee (Shop assistant)

Hector Bridges le magistrat local de Martyz Warren, un homme déplaisant et impopulaire, accuse de vol une communauté de gitans récemment installée. Les villageois se lancent dans une expédition punitive. Peu de temps après, Hector Bridges est retrouvé assassiné chez lui, puis c'est au tour du chef des gitans d'être tué.
Lieux de tournage
- Beaconsfield (Buckinghamshire)
- Hambleden (Buckinghamshire)
- Rockwell End (Buckinghamshire)